# Hospodářská krize v třicátých letech a její dopad na knihovny
Velká hospodářská krize měla dopad na knihovnictví. Probíhala od roku 1929 (krach na newyorské burze 24. října 1929) hluboko do 30. let.

## Výjimečnost hospodářské krize
Šlo o globální ekonomický propad dlouhého trvání. Začal v USA, projevil se propadem cen akcií a brzy vyvolal masovou nezaměstnanost. V Československu hospodářská krize vedla k poklesu HDP se snížil o 20 %, zahraniční obchod o 70 %, zaměstnanost o 40 %. Úředně nezaměstnaných bylo 740 000 lidí, ve skutečnosti až 1 000 000. Teprve krátce před válkou v roce 1937 ekonomika začala mírně stoupat.

## Dopad hospodářské krize na knihovnictví
Už v té době se mluvilo nejen o finanční krizi, ale i o (z toho vyplývající) krizi školství, krizi inteligence a krizi kultury či mravů. Lidé zchudli a měli peníze jen na tu nejlevnější zábavu: výpůjčku knih. Ukazatelem kultury každého státu by měly být knihovny a vzdělávací instituce obecně, nicméně v době krize byly tyto instituce výrazně podfinancovány. Dokonce v letech 1932 až 1933 byla dočasně uzavřena Státní knihovnická škola. Docházelo i k tomu, že nebyly peníze na nákup nových knížek, tedy především dražších. Navzdory zákonem (Zákon o veřejných knihovnách obecních č. 430/1919 Sb. a navazující předpisy) stanovené výši dotací veřejných knihoven nedocházelo k plnění stanovených limitů, některé obce dokonce nefinancovaly veřejné knihovny vůbec. Kultura začala být považována za luxus.

### Pokleslá literatura na vzestupu
Veřejné knihovny, aby přežily, začaly své sbírky doplňovat o velmi levnou, tzv. brakovou literaturu, ta přitáhla velké množství dočasných čtenářů z chudších vrstev, někteří z nich však chodili, jen aby se mohli v zimě ohřát. Nutno však zdůraznit, že soupeřili s konkurencí v podobě soukromých půjčoven knih, které nabízely výhradně nižší literaturu. Veřejné knihovny také soupeřily už delší dobu s katolickými knihovnami.
Knihovny byly nuceny dokupovat brakovou literaturu, především pak specifický žánr tzv. červenou knihovnu. Lidé těžce nesli dopady ekonomické krize a v pozdější době tu byla i předzvěst války, tak potřebovali únik od reality. Svůj podíl na tom měla i všudypřítomná reklama a především pak ženské časopisy. Vydavatelství Rodina, producent edice Červená knihovna vydávalo časopis List paní a dívek. Vedli tvrdý konkurenční boj s nakladatelstvím a vydavatelstvím Melantrich a jejich časopisem Hvězda. Tedy od názvu edice a od červených přebalů později vzniklo pojmenování pro celý žánr. Tato „díla“ vycházela poprvé právě v těchto časopisech a pak samostatně.
Ekonomická krize se výrazně projevila i ve vyšší literatuře především zvýšenou sociální citlivostí během třicátých let. Docházelo k jevu, kdy v určitých regionech se půjčovaly desetitisíce kusů zábavné literatury, ale jen stovky kusů naučné literatury. Knihy se půjčovaly více, prodávaly se však méně, když pomineme brak, prodávaly se téměř výhradně pražské romány, to z nedůvěry k mimopražským autorům. Na rozdíl od výpůjček knihy kupovali jen bohatí. Na vině byl centralismus v Praze, tedy většina bank a výroby sídlila v hlavním městě. Vzor byl spatřován hlavně v Německu a Itálii, kde bylo mnoho nakladatelství a vydavatelství rozloženo mezi větší města.

### Významný zlom ve vývoji knihovnictví
Situace v knihovnách byla špatná i v ostatních zemích, dosavadní vývoj se nelíbil ani odborníkům. Proto byla v Bernu 10. 6. 1932 vydána rezoluce a to Mezinárodním knihovnickým výborem IFLA složeným ze zástupců 29 států. Naléhavě žádali všechny vlády, aby i přes panující krizi vynaložily dostatečné prostředky pro udržení knihoven v provozu. Oprávněně se obávali úpadku inteligence.
Ve stejném období došlo v ČSR k rozepři mezi experty, následkem toho se Z. V. Tobolka s několika kolegy oddělil a založil novou knihovnickou organizaci se jménem Československá knihovědná společnost. Jejich hlavní činností byla snaha o zvýšení teoretické úrovně, pořádali především odborné přednášky, exkurze apod. Situace se nelíbila J. Mahenovi, který 16. 6. 1935 sjednotil dvě nejvýznamnější knihovnické společnosti, tedy Spolek československých knihovníků a Spolek veřejných obecných knihovníků, do jedné společnosti pod názvem Ústřední spolek československých knihovníků.

### Další vývoj v druhé polovině 30. let
V roce 1935 vešlo v platnost vládní nařízení o povinných výtiscích, avšak ty se dostávaly jen do velkých akademických knihoven. Díky knihovnímu zákonu z roku 1919 vznikaly i knihovny pro jazykové menšiny (především německé). Po nástupu nacionálních socialistů k moci v Německu však německé knihovny v Československu měly spíše tendenci se odtrhnout a vymanit z československých norem. Československá elita viděla v kultuře mocný nástroj pro boj s nacistickou hrozbou, proto nejen v odborných periodikách začaly pravidelně vycházet příspěvky, které měly ukazovat nesmyslnost a krutost nacistického režimu. Knihovna měla mít kulturní poslání a povzbudit veřejnou morálku. Pronacistické knihy a periodiky byly postupně zakazovány. Bohužel stejná tendence vzrůstala i na opačné straně, kdy henleinovci z německých knihoven vyřazovali díla protinacistická.
Po Mnichovské dohodě Československo ztratilo velké části svého území včetně knihoven. Dohromady to bylo 19 % odborných vědeckých knihoven, 34,4 % veřejných knihoven se 33,2 % všech svazků. Za dramatických okolností byly některé knihy evakuovány, zbytek byl rozdán mezi prchající obyvatelstvo. Co se nestihlo zachránit, bylo zničeno. Po obsazení zbytku Čech a Moravy byla zavedena přísná cenzura a na důležitá místa byli dosazeni nacističtí pracovníci.